# Tchibanga

Tchibanga er en by i det sydlige Gabon, med et indbyggertal (pr. 2008) på cirka 24.000. Byen er hovedstad i provinsen Nyanga.
1. ↑  www.citypopulation.de (fra Wikidata).